# نوح مانك
نوح مانك (بالإنجليزية: Noah Munck) هو ممثل أمريكي، ولد في 3 مايو 1996 في الولايات المتحدة.

## أعمال

### مسلسلات
- آي كارلي

## وصلات خارجية
- نوح مانك على موقع IMDb (الإنجليزية)
- نوح مانك على موقع ألو سيني (الفرنسية)
- نوح مانك على موقع ميوزك برينز (الإنجليزية)
- نوح مانك على موقع ميوزك برينز (الإنجليزية)
- نوح مانك على موقع ميوزك برينز (الإنجليزية)
- نوح مانك على موقع أول موفي (الإنجليزية)
- نوح مانك على موقع قاعدة بيانات الأفلام السويدية (السويدية)
- نوح مانك على موقع ديسكوغز (الإنجليزية)
- نوح مانك على موقع قاعدة بيانات الفيلم (الإنجليزية)